# Don Casey
Lawrence Donald  Casey, más conocido como Don Casey (nacido el 17 de junio de 1937 en Collingwood, Nueva Jersey) es un exentrenador  baloncesto estadounidense.

## Trayectoria
- Bishop Eustace H.S. 1957-1964
- Universidad de Temple (1964-1973), (Asist.)
- Universidad de Temple (1973-1982)
- Chicago Bulls (1982-1983), (Asist.)
- San Diego Clippers (1983-1984), (Asist.)
- Victoria Libertas Pesaro (1984)
- Los Angeles Clippers (1985-1989), (Asist.)
- Los Angeles Clippers (1989-1990)
- Boston Celtics (1990-1996), (Asist.)
- New Jersey Nets (1996-1999), (Asist.)
- New Jersey Nets (1999-2000)
- Hollywood Fame (2006-2007)